# ديزيريه فرح
ديزيريه فرح (22 يونيو 1969)، المعروفة باسم "ديدي" (DéDé)، هي إعلامية معدة ومقدمة برامج أطفال لبنانية، اشتهرت بتقديمها لبرامج الأطفال على شاشة المؤسسة اللبنانية للإرسال (LBC)، حيث قدمت العديد من البرامج التي تركت ذاكرة عند اللبنانيين، أبرزها برنامج "كيف وليش" الذي بُث في التسعينيات.

## حياتها

### طفولتها في الحرب
ولدت ديزيريه فرح الملقبة بديدي dede  بمنطقة سن الفيل في بيروت كانت تبلغ من العمر سته أعوام عند اندلاع الحرب الأهلية اللبنانية عام 1975 عاشت طفولتها في الملاجئ حيث كانت تناديها والدتها مع إخوتها للنزول إلى الملاجئ عند بدء القصف
كانت تركض باتجاه الفرن للحصول على رغيف الخبز.تلعب اللعبة المرّة والهرب من رصيف إلى آخر، تجنّباً لرصاصات قنّاص وقح. السكن في جبيل في غرفة واحدة، وتبديل المدرسة كل ثلاثة أشهر، حيث كان في إحداها مهجرون يبيتون فيها. وعند السادسة صباحاً، يوسّعون المكان لطاولات الدراسة.
نيران الحرب فتكت برفاق لها في المدرسة. كانت تراهم بالأمس، وتسمع بخبر موتهم قنصاً في اليوم التالي 

### حياتها الخاصة
حصلت على دبلوم في تربية الأطفال الذي تلقّت دروسه عند الراهبات في ساحل علما
تزوجت للمرة الأولى في العام 1985 من المخرج اللبناني رينيه معوض، استمر الزواج لمدة ثلاثة عشر عاما عاما، أثناء هذه الفترة، تقلّبت حياتها بين مشاهد كثيرة. تقديم برامج الأطفال على نحو متقطع لمدة ثلاثة أعوام، والسفر إلى كندا في العام 1991 حيث نالت على الجنسية الكندية
قامت بعدة دورات في كندا في مجال الإنتاج التلفزيوني.
رزقت من زوجها الأول بولدين  جاد و رواد
تزوجت مرة ثانيةً عام 2002 من داني بشارة جبور 
.

## مشوارها المهني
دخلت مجال التلفزيون والإعلام بفضل والدتها ميمي فرح التي كانت تعمل في برامج الأطفال على تلفزيون لبنان، أعجب المخرجان مروان نجار وميلاد الهاشم بملامحها الطفولية، نجحت في الحصول على دور تجريبي، وبدأت مشوارها مع مسلسل «عاشق الذهب».

### دخولها المؤسسة اللبنانية للإرسال
دخلت «ديدي» المؤسسة اللبنانية للإرسال ال بي سي في العام 1985 انطلق معها قطار برامج الأطفال. «بيت بيوت» هو البرنامج الأوّل الذي قدّمته.
نقطة التحول في مشوارها كانت برنامج «كيف وليش » الذي بدأ عرضة في العام 1993 واستمر تسعة أعوام حقق لها شهرة كبيرة في الوطن العربي خصوصا لدى الأطفال من مختلف الجنسيات أصبحت شخصيات البرنامج علامة فارقة للكثير من الأطفال العرب مثل شخصية «الست حشورة» رمز الحشرية و«جوجو المهرج» رمز البهجة و«الست ثرثارة» رمز الثرثرة وغيرها من الشخصيات التي تقدم العبرة للطفل.
عينت مسؤولة عن دائرة الأطفال في المؤسسة اللبنانية للإرسال (1993- 2001)
قدمت أكثر من خمسة الآف ساعة بث تلفزيوني، كانت تعدّ حلقاتها «من الجلدة إلى الجلدة» بمعدّل 7 أيام أسبوعيا، كسرت كل الحواجز التي فرضتها الحرب أيضاً.
قدّمت معظم مسرحياتها على خشبات مسارح شارع الحمراء، بعد انتهاء المسرحيات، كانت «ديديه» تجالس الأطفال، وتلبّي طلبات الأهل بتقديم نصائح إلى أبنائهم لشرب الحليب مثلاً.
أسست مع زوجها داني جبور وابنها جمعية جاد «تيليتون لانقاذ الحياة» مركزها صربا – قضاء كسروان
في العام 2003 ، أسدلت الستارة على عملها في برامج الأطفال. فضّلت الاحتفاظ بتجربتها كما هي «بعد برنامج بيغ بايت (بيت كبير) الذي شعرت بأنه لم يضف جديدا لها ً».
أثناء حرب تموز عام 2006 ، تركت جواز سفرها الكندي في الخزانة. لم تركب بواخر الأجانب لمغادرة لبنان. فضّلت الصلاة في « مار شربل» لإنهاء الحرب.
حرب تموز المفصلية، هي التي أشعلت لديها فكرة البرنامج الاجتماعي «نحنا لبعض» الذي اعدّته وعرضته شاشة ال بي سي عام 2011 .
في أغسطس 2015 قامت ال المؤسسة اللبنانية للإرسال بإعادة بث حلقات برنامج كيف وليش بهدف توعية الأطفال وتعليمهم الأسس الأخلاقية خاصة بعد أزمة النفايات التي شهدتها لبنان
بعدها أشرفت على أعداد برامج إنسانية لمساعدة الأطفال منها شو القصة، من القلب  وآخرها سيكرت سانتا خلال فترة عيد الميلاد في ديسمبر 2015  في ديسمبر 2022 قدمت مسلسلاً قصيراً فترة الميلاد من كتابها يناقش قضية انسانية بعنوان " ضوي يا نجوم من سبع حلقات شاركت فيه وظهرت معها والدتها زوجها والممثل اللبناني يورغو شلهوب عرض على شاشة إم تي في اللبنانية 

## أعمالها

### في تقديم برامج الأطفال
إعداد وتقديم برامج الأطفال على شاشة (المؤسسة اللبنانية للإرسال:
- (Big Beit - 2002 -2003.
- كيف وليش 1993 –2001.
- ديدى وجوجو 1991 -1992 .
- صار وقت النوم 1989 – 1991 .
- بيت بيوت 1986 – 1989.

### في الإنتاج والإخراج
- عيدك عال المؤسسة اللبنانية للإرسال برنامج عائلي

### التأليف والإعداد
(على شاشة المؤسسة اللبنانية للإرسال):-
- ضوي يا نجوم 2022 (سبع حلقات)[12]
- عيدك عال LBCL 2003 – 2004 (ستون حلقة)
- Big Beit - 2002 -2003 (مائتا وخمسون حلقة)
- كيف وليش 1993 – 2001 (ألف وثمان وخمسون حلقة)
- ديدى وجوجو 1991 -1992 (ثلاثون حلقة)
- دراما 2003 - 2005 (ثلاثون حلقة)
- نحنا لبعض 2011
- شو القصة 2013
- من القلب 2014-2017
- secret santa 2015

### إنتاج وتأليف وأداء مسرحي
- أحرف الأبجدية (2005)
- حكاية السنة (2004- 2005)
- كتاب القصص (2002 – 2003)
- توب كاميرا (2001)
- دورى مى كلوب (2000)
- الفصول الأربعة (1997)
- ابر اكا دابرا (1995)
- Fee boom (1993)

### العمل الاذاعي
بايبيز شو صوت الغد (2002- 2005) 140 حلقة.

### مهـرجانات شاركت فيها
- مهرجان مسقط(2004)
- كندا(مونتريال–أوتاوا) أعياد الميلاد 2002
- مهرجان صيف أبها 2001- 2003 -2004- 2005
- مهرجان صيف دبي 1999
- بالإضافة إلى عروض في سوريا وعدد كبير من الدول العربية...
- مهرجان سينما الأطفال مصر 2006
- ملك جمال أطفال لبنان 2014 عضو لجنة تحكيم
- أسست DEDE GROUP للإنتاج الفني 2003 .
- كتابة وأداء لأكثر من ستين أغنية للأطفال.

### مشـاركات
- تأليف وأداء أغنية لليونيسيف 1995
- مؤتمر برامج الأطفال في الـ بي بي سي -لندن
- مؤتمر حقوق الطفل. 1995، 1996، 1997 .